# Samuel Widmer

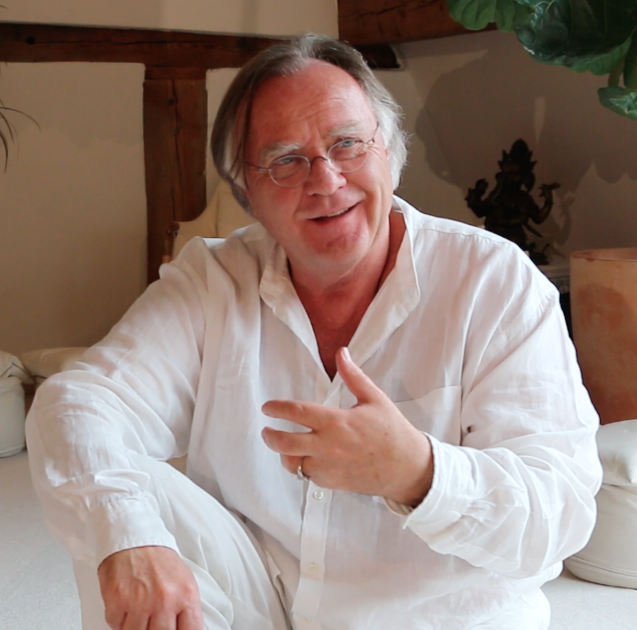
Samuel Widmer (2016)

Paul Samuel Widmer Nicolet (* 24. Dezember 1948 in Zuchwil; † 18. Januar 2017 in Lüsslingen-Nennigkofen) war ein Schweizer Arzt, Psychiater, Psychotherapeut und Autor. Er war Facharzt für Psychiatrie und Psychotherapie (FMH), tätig in eigener Praxis und lebte sowie arbeitete in Lüsslingen-Nennigkofen in der Nähe von Solothurn, wo er die Kirschblüten-Gemeinschaft gründete. Seine Methoden sind umstritten.

## Lehre und Praxis
Samuel Widmer praktizierte Psycholytische Psychotherapie. Bis 1993 hatte er eine Spezialbewilligung vom BAG (Bundesamt für Gesundheit), die ihm erlaubte, psycholytische Psychotherapien mit den Substanzen MDMA und LSD durchzuführen. Er war Mitbegründer des Europäischen Collegiums für Bewusstseinsstudien (ECBS) und der „Schweizerischen Ärztegesellschaft für Psycholytische Psychotherapie“ (SÄPT). Widmer referierte u. a. auf den Basler Psychotherapietagen. Er leitete spirituelle Workshops, Meditations- und Tantra-Seminare sowie Meditationsreisen. 
Widmer lebte mit zwei Frauen zusammen und hatte mit beiden elf Kinder. Um Samuel Widmer und seine Frau Danièle Nicolet herum ist die Kirschblütengemeinschaft entstanden, ein Kollektiv mit etwa 80 Erwachsenen und 55 Kindern.

## Kritik
In der ARD-Sendung „Ich mach Dich gesund!“ Scharlatane und falsche Heiler wurde Widmer 2015 aufgrund einer verdeckten Recherche vorgeworfen, Patienten nach wie vor Mescalin und MDMA zu verabreichen. Gruppensitzungen mit Patienten würden in „Drogentrips“ ausarten. Er wurde in der Sendung als „dubioser Heiler“ bezeichnet, seine Methoden seien lebensgefährlich. Sie wurden für schwere Gesundheitsschäden bei einer Patientin und für zwei Todesfälle bei Patienten seines Schülers Garri R. verantwortlich gemacht.
Der Tages-Anzeiger berichtete im März 2015 von einem Ermittlungsverfahren der Schweizer Polizei gegen Widmer wegen Verstössen gegen das Betäubungsmittelgesetz. 2009 sei es in einer Therapiesitzung bei ihm zu schweren Vergiftungserscheinungen bei Teilnehmern gekommen; weitere Vergiftungsfälle seien ausserhalb seiner Praxis aufgrund seiner Therapiemethoden aufgetreten. In seiner Kirschblütengemeinschaft habe er den Rang eines Guru, Berichten von Aussteigern zufolge halte er seine Anhänger in sektenhafter Abhängigkeit.
2017 berichtete die Drehbuchautorin Ariela Bogenberger in Petra K. Wagners Dokumentarfilm Aussteigen von ihrer 18-jährigen Mitgliedschaft (1997–2015) in der sektenartigen Kirschblütengemeinschaft von Widmer.
Die Autoren Markus Thöß und Harriet Kloss von 37 Grad schildern am Beispiel der Schauspielerin Sabine Bundschu die lebensbedrohlichen Erfahrungen der durch Widmer sektenartig geführten Kirschblütengemeinschaft. Die gefährlichen Therapiemethoden fordern hohe Kosten (50.000 Euro) und haben bei Bundschu einen Schlaganfall verursacht.

## Werke (Auswahl)
- Aus der Stille. Short cuts to enlightment. Basic Edition, Basel 1997, ISBN 3-906410-37-4.
- Ecstasy. Die User-Fibel. Edition Heuwinkel, Genf 1996, ISBN 3-906380-24-6.
- Essenz schauen. Vom Ruhen im Urgrund allen Seins. Basic Edition, Basel 1998, ISBN 3-9521250-3-2.
- Im Irrgarten der Lust. Abschied von der Abhängigkeit; die Geburt der Freude. Edition Heuwinkel, Genf 1997, ISBN 3-906410-38-2.
- Ins Herz der Dinge lauschen. Vom Erwachen der Liebe; über MDMA und LSD; die unerwünschte Therapie. Nachtschatten-Verlag, Solothurn 2002, ISBN 3-907080-03-3.
- Des Kaisers Nacktheit, des Kaisers Dummheit. Von Freundschaften und Feindschaften. Basic Edition, Gerolfingen 2003, ISBN 3-9521758-9-7.
- Tantra – ein Lehrbuch von der Liebe Lebenskunst, mit Marianne Principi, Basic Editions, Nennigkofen 2016, ISBN 978-3-9524413-3-6.

## Audio
- Sex, Drugs und Therapie? Das umstrittene Treiben der Kirschblütengemeinschaft Audio, Archiv. Von Susanne Götze Deutschlandfunk Kultur Zeitfragen 25. Juli 2019
- Psycholyse: Drogensumpf versus Psychotherapie von Dorothea Brummerloh,  Deutschlandfunk Das Feature, 43.53  Minuten, 17. Juli 2018, 19:15 Uhr, Audio